# 劉子元 (劉宋)
刘子元（458年—466年9月19日），字孝善，南朝宋皇子。

## 母
史昭仪，宋孝武帝的昭仪，孝建五年（458年）生劉子元。

## 生平
大明六年三月庚寅（462年4月24日），封邵陵王，食邑二千户，任冠军将军、南琅邪郡太守、泰山郡太守。大明八年（464年），任度支校尉、秦郡太守、南沛郡太守。景和元年八月甲申（465年9月29日），任湘州刺史。
泰始元年十二月丙寅（466年1月9日），刘彧篡位登基。泰始二年正月初七（466年2月7日），邓琬等奉劉子勋为帝，改元義嘉，劉子元进号抚军将军。泰始二年八月己卯（466年9月19日），建安王劉休仁、吴喜、张兴世等平定叛乱，劉子元与江夏王劉子綏、晋安王劉子勋、临海王劉子頊一并被宋明帝刘彧赐死。